# Australian Open 2022 - Singolare maschile in carrozzina
Joachim Gérard era il campione in carica, ma è stato al primo turno dal giapponese Shingo Kunieda.
Il giocatore nipponico ha conquistato il titolo battendo in finale Alfie Hewett con il punteggio di 7-5, 3-6, 6-2, portando a 11 le vittore agli Australian Open.

## Teste di serie
1. Shingo Kunieda (campione)

1. Alfie Hewett (finale)

## Tabellone

### Legenda
| - Q = Qualificato - WC = Wild card - LL = Lucky loser | - ALT = Alternate - SE = Special Exempt - PR = Protected Ranking | - w/o = Walkover - r = Ritirato - d = Squalificato |

|  | Quarti di finale | Quarti di finale  | Quarti di finale  | Quarti di finale | Quarti di finale |  |  | Semifinali | Semifinali      | Semifinali      | Semifinali   | Semifinali |   |   | Finale | Finale         | Finale | Finale | Finale |  |
|  |                  |                   |                   |                  |                  |  |  |            |                 |                 |              |            |   |   |        |                |        |        |        |  |
|  | 1                | Shingo Kunieda    | Shingo Kunieda    | 6                | 6                |  |  |            |                 |                 |              |            |   |   |        |                |        |        |        |  |
|  |                  | Joachim Gérard    | Joachim Gérard    | 4                | 2                |  |  | 1          | Shingo Kunieda  | 5               | 6            | 6          |   |   |        |                |        |        |        |  |
|  |                  | Tom Egberink      | Tom Egberink      | 6                | 6                |  |  |            | Tom Egberink    | 7               | 3            | 4          |   |   |        |                |        |        |        |  |
|  | WC               | Ben Weekes        | Ben Weekes        | 1                | 1                |  |  |            |                 |                 |              |            |   |   | 1      | Shingo Kunieda | 7      | 3      | 6      |  |
|  |                  | Stéphane Houdet   | Stéphane Houdet   | 6                | 6                |  |  |            |                 | 2               | Alfie Hewett | 5          | 6 | 2 |        |                |        |        |        |  |
|  |                  | Gordon Reid       | Gordon Reid       | 4                | 1                |  |  |            | Stéphane Houdet | Stéphane Houdet | 1            | 1          |   |   |        |                |        |        |        |  |
|  |                  | Gustavo Fernández | Gustavo Fernández | 1                | 6(2)             |  |  | 2          | Alfie Hewett    | Alfie Hewett    | 6            | 6          |   |   |        |                |        |        |        |  |
|  | 2                | Alfie Hewett      | Alfie Hewett      | 6                | 7                |  |  |            |                 |                 |              |            |   |   |        |                |        |        |        |  |